# قوطان خليفة
قرية قوطان خليفة وهي قرية تتبع مدينة الدبس وتقع في محافظة كركوك شمال العراق.